# Парниковые газы

Спектр пропускания атмосферы Земли в оптической и инфракрасной областях. Отмечены полосы поглощения кислорода (ультрафиолет), водяного пара, углекислого газа и озона (инфракрасная область).

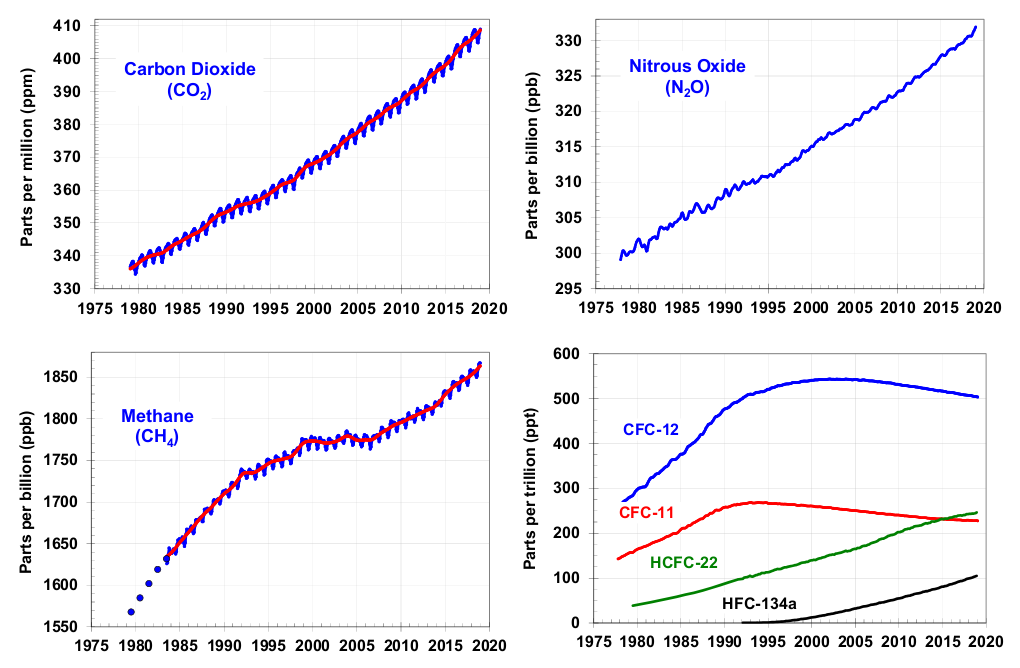
Изменение концентрации содержания долгоживущих парниковых газов в атмосфере Земли

Парнико́вые га́зы — газы с высокой прозрачностью в видимом диапазоне и с высоким поглощением в среднем и дальнем инфракрасном диапазонах. Присутствие таких газов в атмосферах планет приводит к парниковому эффекту.
Основными парниковыми газами Земли являются водяной пар, углекислый газ, метан, озон и оксид азота (в порядке их оцениваемого воздействия на тепловой баланс). Потенциально в парниковый эффект могут вносить вклад и антропогенные галогенированные углеводороды и оксиды азота, однако ввиду низких концентраций в атмосфере оценка их вклада проблематична.
| Газ            | Формула | Вклад (%) | Концентрация в атмосфере                                     |
| -------------- | ------- | --------- | ------------------------------------------------------------ |
| Водяной пар    | H2O     | 36—72 %   | от 0,2 % до 2,5 % зависит от широты                          |
| Углекислый газ | CO2     | 9—26 %    | 405,5±0,1 ppm на 2018 г, и растет со скоростью 2-3 ppm в год |
| Метан          | CH4     | 4—9 %     | 1,86±0,01 ppm                                                |
| Озон           | O3      | 3—7 %     | 0,035—8 ppm, зависит от высоты                               |
| Оксид азота    | N2O     | 1—3 %     | 0,33±0,01 ppm                                                |

Основными парниковыми газами в атмосферах Венеры и Марса является диоксид углерода, составляющий 96,5% и 95,3% атмосфер этих планет соответственно, в атмосфере Земли — водяной пар.

## Водяной пар
Водяной пар — основной естественный парниковый газ, который является причиной 36—72 % общего парникового эффекта для Земли.
В то же время, увеличение температуры Земли, вызванное другими факторами, увеличивает испарение и общую концентрацию водяного пара в атмосфере при практически постоянной относительной влажности, что, в свою очередь, повышает парниковый эффект. Таким образом, возникает некоторая положительная обратная связь, когда с увеличением средней температуры атмосферы растёт объём испарений мирового океана, что в дальнейшем ещё более интенсифицирует парниковый эффект. С другой стороны, повышение влажности способствует повышению облачности, а облака в атмосфере отражают прямой солнечный свет, тем самым увеличивая альбедо Земли. Повышенное альбедо приводит к антипарниковому эффекту, несколько уменьшая общее количество поступающего солнечного излучения к поверхности Земли и дневной прогрев нижних слоёв атмосферы.

## Углекислый газ

Изменение концентрации CO_{2} за 50 лет.

Источниками углекислого газа в атмосфере Земли являются вулканические выбросы, жизнедеятельность биосферы, деятельность человека (антропогенные факторы).
Одним из основных источников углекислого газа в атмосфере являются антропогенные источники, такие как сжигание ископаемого топлива; сжигание биомассы, включая сведение лесов; некоторые промышленные процессы приводят к значительному выделению углекислоты (например, производство цемента). Лишь 45 % CO2, выброшенного вследствие деятельности человека (с 1959 года), поглощено деревьями и океанами. Более 75% выбросов углекислого газа в результате человеческой деятельности приходится на сжигание ископаемых видов топлива, остальное — результат землепользования, включающего обезлесивание.
Основными потребителями углекислого газа являются растения (однако в состоянии приблизительного динамического равновесия большинство биоценозов за счёт гниения биомассы производит приблизительно столько же углекислого газа, сколько и поглощает) и мировой океан (диоксида углерода растворено в воде земных океанов в сто раз больше, чем присутствует в атмосфере, он содержится в виде гидрокарбонат- и карбонат-ионов, которые получаются в результате реакций между скальными породами, водой и CO2).
Антропогенная эмиссия увеличивает концентрацию углекислого газа в атмосфере, что, предположительно, является главным фактором изменения климата. Углекислый газ является «долго живущим» в атмосфере. Согласно современным научным представлениям, возможность дальнейшего накапливания СО2 в атмосфере ограничена риском неприемлемых последствий для биосферы и человеческой цивилизации, в связи с чем его будущий эмиссионный бюджет является конечной величиной. Концентрация углекислого газа в атмосфере Земли по сравнению с доиндустриальной эпохой (1750 г.) в 2017 г. возросла с 277 до 405 ppm на 46 %.
Вместе с годовым ростом 2,20±0,01 ppm, в течение года наблюдается периодическое изменение концентрации амплитудой 3—9 ppm, которое следует за развитием вегетационного периода в Северном полушарии. Потому как в северной части планеты располагаются все основные континенты, влияние растительности Северного полушария доминирует в годовом цикле концентрации CO2. Уровень достигает максимума в мае и минимума в октябре, когда количество биомассы, осуществляющей фотосинтез, является наибольшим.

## Метан
Время жизни метана в атмосфере составляет примерно 10 лет. Сравнительно короткое время жизни в сочетании с большим парниковым потенциалом позволяет пересмотреть тенденции глобального потепления в ближайшей перспективе.
До последнего времени считалось, что вклад метана в парниковый эффект в 25 раз сильнее, чем от углекислого газа. Однако теперь Межправительственная группа экспертов по изменению климата ООН (IPCC) утверждает, что «парниковый потенциал» метана ещё опаснее, чем оценивалось раньше. Как следует из доклада IPCC, который цитирует Die Welt, в расчете на 100 лет парниковая активность метана в 28 раза сильнее, чем у углекислого газа, а в 20-летней перспективе — в 84 раза.
В анаэробных условиях (в болотах, переувлажнённых почвах, кишечнике жвачных животных) метан образуется биогенно в результате жизнедеятельности некоторых микроорганизмов.
Основными антропогенными источниками метана являются животноводство, рисоводство, горение биомассы (в том числе уменьшение площади лесов).
Как показали недавние исследования, быстрый рост концентрации метана в атмосфере происходил в первом тысячелетии нашей эры (предположительно в результате расширения сельхозпроизводства и скотоводства и выжигания лесов для земледелия). В период с 1000 по 1700 годы концентрация метана упала на 40 %, но снова стала расти в последние столетия (предположительно в результате увеличения пахотных земель, пастбищ и выжигания лесов, использования древесины для отопления, увеличения поголовья домашнего скота, количества нечистот, выращивания риса). Некоторый вклад в поступление метана дают его утечки при разработке месторождений каменного угля и природного газа, а также эмиссия метана в составе биогаза, образующегося на полигонах захоронения отходов.
Анализ воздуха в пузырьках древних ледников свидетельствует о том, что сейчас в атмосфере Земли больше метана, чем в любое время за последние 400 000 лет. С 1750 года средняя глобальная атмосферная концентрация метана возросла на 257 процентов от приблизительно 723 до 1859 частей на миллиард по объёму (ppbv) в 2017 году. За последнее десятилетие, хотя концентрация метана продолжала расти, скорость роста замедлилась. В конце 1970-х годов темпы роста составили около 20 ppbv в год. В 1980-х годов рост замедлился до 9—13 ppbv в год. В период с 1990 по 1998 наблюдался рост между 0 и 13 ppbv в год. Недавние исследования (Dlugokencky и др.) показывают устойчивую концентрацию 1751 ppbv между 1999 и 2002 гг.
Метан удаляется из атмосферы посредством нескольких процессов. Баланс между выбросами метана и процессами его удаления в конечном итоге определяет атмосферные концентрации и время пребывания метана в атмосфере. Доминирующим является окисление с помощью химической реакции с гидроксильными радикалами (ОН). Метан реагирует с ОН в тропосфере, производя СН3 и воду. Стратосферное окисление также играет некоторую (незначительную) роль в устранении метана из атмосферы. На эти две реакции с ОН приходится около 90 % удаления метана из атмосферы. Кроме реакции с ОН известно ещё два процесса: микробиологическое поглощение метана в почвах и реакция метана с атомами хлора (Cl) на поверхности моря. Вклад этих процессов 7 % и менее 2 % соответственно.

## Озон
Озон необходим для жизни, поскольку защищает Землю от жёсткого ультрафиолетового излучения Солнца.
Однако ученые различают стратосферный и тропосферный озон. Первый (так называемый озоновый слой) является постоянной и основной защитой от вредного излучения. Второй же считается вредным, так как может переноситься к поверхности Земли и ввиду своей токсичности вредить живым существам. Кроме того, повышение содержания именно тропосферного озона внесло вклад в рост парникового эффекта атмосферы. По наиболее широко распространенным научным оценкам, вклад озона составляет около 25 % от вклада СО2.
Большая часть тропосферного озона образуется, когда оксиды азота (NOx), окись углерода (СО) и летучие органические соединения вступают в химические реакции в присутствии кислорода, водяных паров и солнечного света (в результате возможно образование фотохимического смога). Транспорт, промышленные выбросы, а также некоторые химические растворители являются основными источниками этих веществ в атмосфере. Метан, атмосферная концентрация которого значительно возросла в течение последнего столетия, также способствует образованию озона.
Время жизни тропосферного озона составляет примерно 22 дня, основными механизмами его удаления являются связывание в почве, разложение под действием ультрафиолетовых лучей и реакции с радикалами OH и NO2.
Концентрации тропосферного озона отличаются высоким уровнем изменчивости и неравномерности в географическом распределении. Существует система мониторинга уровня тропосферного озона в США и Европе, основанная на спутниках и наземном наблюдении. Поскольку для образования озона требуется солнечный свет, высокие уровни озона наблюдаются обычно в периоды жаркой и солнечной погоды.
Увеличение концентрации озона вблизи поверхности имеет сильное негативное воздействие на растительность, повреждая листья и угнетая их фотосинтетический потенциал. В результате исторического процесса увеличения концентрации приземного озона, вероятно, была подавлена способность поверхности суши поглощать СО2 и поэтому увеличились темпы роста СО2 в XX веке. Ученые (Sitch и др. 2007) полагают, что это косвенное воздействие на климат увеличило почти вдвое вклад приземного озона в изменение климата. Снижение загрязнения нижней тропосферы озоном может компенсировать 1-2 десятилетия эмиссии СО2, при этом экономические издержки будут относительно невелики (Wallack и Ramanathan, 2009).

## Оксиды азота
Парниковая активность закиси азота в 264 раз выше, чем у углекислого газа. Кроме того, оксиды азота могут влиять на озоновый слой в целом.
С 1750 года средняя глобальная атмосферная концентрация закиси азота N2O возросла на 22 процента от приблизительно 269 до 329 частей на миллиард по объёму (ppbv) в 2017 году.

## Фреоны
Парниковая активность фреонов в 1300-8500 раз выше, чем у углекислого газа. 

### Рекомендуемая литература
- Рифкин Дж. Beyond Beef: The Rise and Fall of the Cattle Culture. — New York: E. P. Dutton[англ.], 1992. — XI, 353 p. — ISBN 0-525-93420-0.